# Pietro d'Orléans
Pietro Maria Giovanni Filippo d'Orléans (Saint-Cloud, 4 novembre 1845 – Parigi, 17 luglio 1919) è stato un ufficiale e viaggiatore francese, nipote del re di Francia Luigi Filippo I.

## Biografia
Il principe Pietro era il figlio di Francesco d'Orléans (1818 - 1900), principe di Joinville, e sua moglie, la principessa Francesca di Braganza (1824 - 1898), sorella dell'imperatore Pietro I del Brasile (1798 - 1834).
Nato nel castello di Saint-Cloud nel 1845, il principe Pietro fu esiliato dalla Francia con la sua famiglia a causa della rivoluzione del 1848, che spodestò suo nonno, il re Luigi Filippo I. Si rifugiò in Inghilterra con la maggior parte degli altri membri della casa di Orléans, il duca di Penthièvre trascorse un'infanzia felice, nonostante il buio e l'incertezza dell'esilio. Con una famiglia amorevole e soprattutto un padre che supervisiona la formazione della loro prole, il bambino riceve una buona educazione, insieme a molti cugini.
Nel 1860, l'imperatore Pietro II del Brasile, che non aveva eredi maschi, cercò di sposare le sue figlie, le principesse Isabella e Leopoldina, per assicurare la sua successione. Volgendo lo sguardo ai suoi parenti europei, il monarca chiese a sua sorella, la principessa Francesca, e al marito di quest'ultima, di consigliare due giovani principi che avrebbero potuto sposare le sue figlie. Tra tutti i nomi che essi propongono all'Imperatore, scelsero il duca di Penthièvre e il conte Filippo di Fiandra come potenziali mariti. Per il sovrano, la giovane coppia in effetti offrono il vantaggio di appartenere alla reputazione dinastie liberale. In particolare, Pietro ha il vantaggio di avere la madre brasiliana e quindi hanno si lega con la corona imperiale.
Tuttavia, il principe Pietro vuole più di ogni altra cosa una carriera in marina e accetta quindi la proposta di suo zio. Per quanto riguarda il conte di Fiandra, si rifiutò di lasciare l'Europa per stabilirsi in America.
Disposto a seguire le orme di suo padre nella marina francese, il principe di Joinville si avviò alla ricerca di un'accademia militare che era disposta a riceverlo come cadetto. Infine, grazie all'intervento del presidente degli Stati Uniti James Buchanan, Pietro acconsentì di seguire il corso dell'Accademia Navale di Annapolis.
Successivamente, il principe Pietro compì vari viaggi in tutto il mondo. Con il suo amico, il conte Ludovico de Beauvoir, iniziò un tour mondiale su una nave mercantile che durò dal 1865 al 1867 e che lo ha portato in Italia, a Giava, nel Siam, in Cina, in Giappone e California.

## Ritorno in Francia
Con la caduta del Secondo Impero nel 1870, il principe Pietro poté finalmente tornare in Francia e di integrarsi nella marina francese. Venne nominato tenente e serve poi sull'Oceano, sotto il comando dell'ammiraglio Renault.
Ebbe due figli di una donna sposata, Angelica Lebesgue (m. 1881):
- Jeanne Lebesgue (1879 -?), che sposò nel 1903, il marchese Jean de Gouy d'Arsy, figlio del conte Antonin Gouy Arsy e Mina Lowenthal.
- Pierre Lebesgue (1881-1962), che sposò nel 1941, Yvonne Patrigean.

## Morte
Nel 1883, una nuova legge colpisce la famiglia reale e il duca di Penthièvre fu costretto a lasciare definitivamente la Marina Militare.
Nonostante l'ingratitudine del suo paese, il principe Pietro offrì all'esercito francese il Castello Arc-en-Barrois per tutta la durata della prima guerra mondiale, in modo che si trasformò in un ospedale militare per i feriti delle battaglie di Verdun e della Argonne.
Il duca di Penthièvre morì nel 1919. È sepolto nella Cappella Reale di Dreux.

## Ascendenza
|                                            |                            |                                       | Genitori                                            |  |  | Nonni |  |  | Bisnonni                         |  |  | Trisnonni                       |  |
|                                            |                            |                                       |                                                     |  |  |       |  |  | Luigi Filippo II, Duca d'Orléans |  |  | Luigi Filippo I, Duca d'Orléans |  |
|                                            |                            |                                       |                                                     |  |  |       |  |  | Luigi Filippo II, Duca d'Orléans |  |  | Luigi Filippo I, Duca d'Orléans |  |
|                                            |                            | Luisa Enrichetta di Borbone           |                                                     |  |  |       |  |  | Luigi Filippo II, Duca d'Orléans |  |  |                                 |  |
| Luigi Filippo I di Francia                 |                            |                                       |                                                     |  |  |       |  |  | Luigi Filippo II, Duca d'Orléans |  |  |                                 |  |
|                                            |                            | Luisa Maria Adelaide di Borbone       | Luigi Giovanni Maria di Borbone, Duca di Penthièvre |  |  |       |  |  |                                  |  |  |                                 |  |
|                                            |                            | Luisa Maria Adelaide di Borbone       | Luigi Giovanni Maria di Borbone, Duca di Penthièvre |  |  |       |  |  |                                  |  |  |                                 |  |
|                                            |                            | Luisa Maria Adelaide di Borbone       | Maria Teresa d'Este                                 |  |  |       |  |  |                                  |  |  |                                 |  |
| Francesco d'Orléans, Principe di Joinville |                            | Luisa Maria Adelaide di Borbone       |                                                     |  |  |       |  |  |                                  |  |  |                                 |  |
|                                            |                            | Ferdinando I delle Due Sicilie        | Carlo III di Spagna                                 |  |  |       |  |  |                                  |  |  |                                 |  |
|                                            |                            | Ferdinando I delle Due Sicilie        | Carlo III di Spagna                                 |  |  |       |  |  |                                  |  |  |                                 |  |
|                                            |                            | Ferdinando I delle Due Sicilie        | Maria Amalia di Sassonia                            |  |  |       |  |  |                                  |  |  |                                 |  |
| Maria Amalia di Borbone-Due Sicilie        |                            | Ferdinando I delle Due Sicilie        |                                                     |  |  |       |  |  |                                  |  |  |                                 |  |
|                                            |                            | Maria Carolina d'Austria              | Francesco I, Sacro Romano Imperatore                |  |  |       |  |  |                                  |  |  |                                 |  |
|                                            |                            | Maria Carolina d'Austria              | Francesco I, Sacro Romano Imperatore                |  |  |       |  |  |                                  |  |  |                                 |  |
|                                            |                            | Maria Carolina d'Austria              | Maria Teresa d'Austria                              |  |  |       |  |  |                                  |  |  |                                 |  |
| Pietro d'Orléans                           |                            | Maria Carolina d'Austria              |                                                     |  |  |       |  |  |                                  |  |  |                                 |  |
|                                            | Giovanni VI del Portogallo | Pietro III del Portogallo             |                                                     |  |  |       |  |  |                                  |  |  |                                 |  |
|                                            | Giovanni VI del Portogallo | Pietro III del Portogallo             |                                                     |  |  |       |  |  |                                  |  |  |                                 |  |
|                                            | Giovanni VI del Portogallo | Maria I del Portogallo                |                                                     |  |  |       |  |  |                                  |  |  |                                 |  |
| Pietro I del Brasile                       | Giovanni VI del Portogallo |                                       |                                                     |  |  |       |  |  |                                  |  |  |                                 |  |
|                                            |                            | Infanta Carlotta Gioacchina di Spagna | Carlo IV di Spagna                                  |  |  |       |  |  |                                  |  |  |                                 |  |
|                                            |                            | Infanta Carlotta Gioacchina di Spagna | Carlo IV di Spagna                                  |  |  |       |  |  |                                  |  |  |                                 |  |
|                                            |                            | Infanta Carlotta Gioacchina di Spagna | Maria Luisa di Parma                                |  |  |       |  |  |                                  |  |  |                                 |  |
| Principessa Francesca del Brasile          |                            | Infanta Carlotta Gioacchina di Spagna |                                                     |  |  |       |  |  |                                  |  |  |                                 |  |
|                                            |                            | Francesco II, Sacro Romano Imperatore | Leopoldo II, Sacro Romano Imperatore                |  |  |       |  |  |                                  |  |  |                                 |  |
|                                            |                            | Francesco II, Sacro Romano Imperatore | Leopoldo II, Sacro Romano Imperatore                |  |  |       |  |  |                                  |  |  |                                 |  |
|                                            |                            | Francesco II, Sacro Romano Imperatore | Infanta Maria Luisa di Spagna                       |  |  |       |  |  |                                  |  |  |                                 |  |
| Maria Leopoldina d'Austria                 |                            | Francesco II, Sacro Romano Imperatore |                                                     |  |  |       |  |  |                                  |  |  |                                 |  |
|                                            |                            | Maria Teresa di Borbone-Due Sicilie   | Ferdinando I delle Due Sicilie                      |  |  |       |  |  |                                  |  |  |                                 |  |
|                                            |                            | Maria Teresa di Borbone-Due Sicilie   | Ferdinando I delle Due Sicilie                      |  |  |       |  |  |                                  |  |  |                                 |  |
|                                            |                            | Maria Teresa di Borbone-Due Sicilie   | Maria Carolina d'Austria                            |  |  |       |  |  |                                  |  |  |                                 |  |
|                                            |                            | Maria Teresa di Borbone-Due Sicilie   |                                                     |  |  |       |  |  |                                  |  |  |                                 |  |